# Histoire des chemins de fer allemands
 (février 2010).
Si vous disposez d'ouvrages ou d'articles de référence ou si vous connaissez des sites web de qualité traitant du thème abordé ici, merci de compléter l'article en donnant les références utiles à sa vérifiabilité et en les liant à la section « Notes et références ».

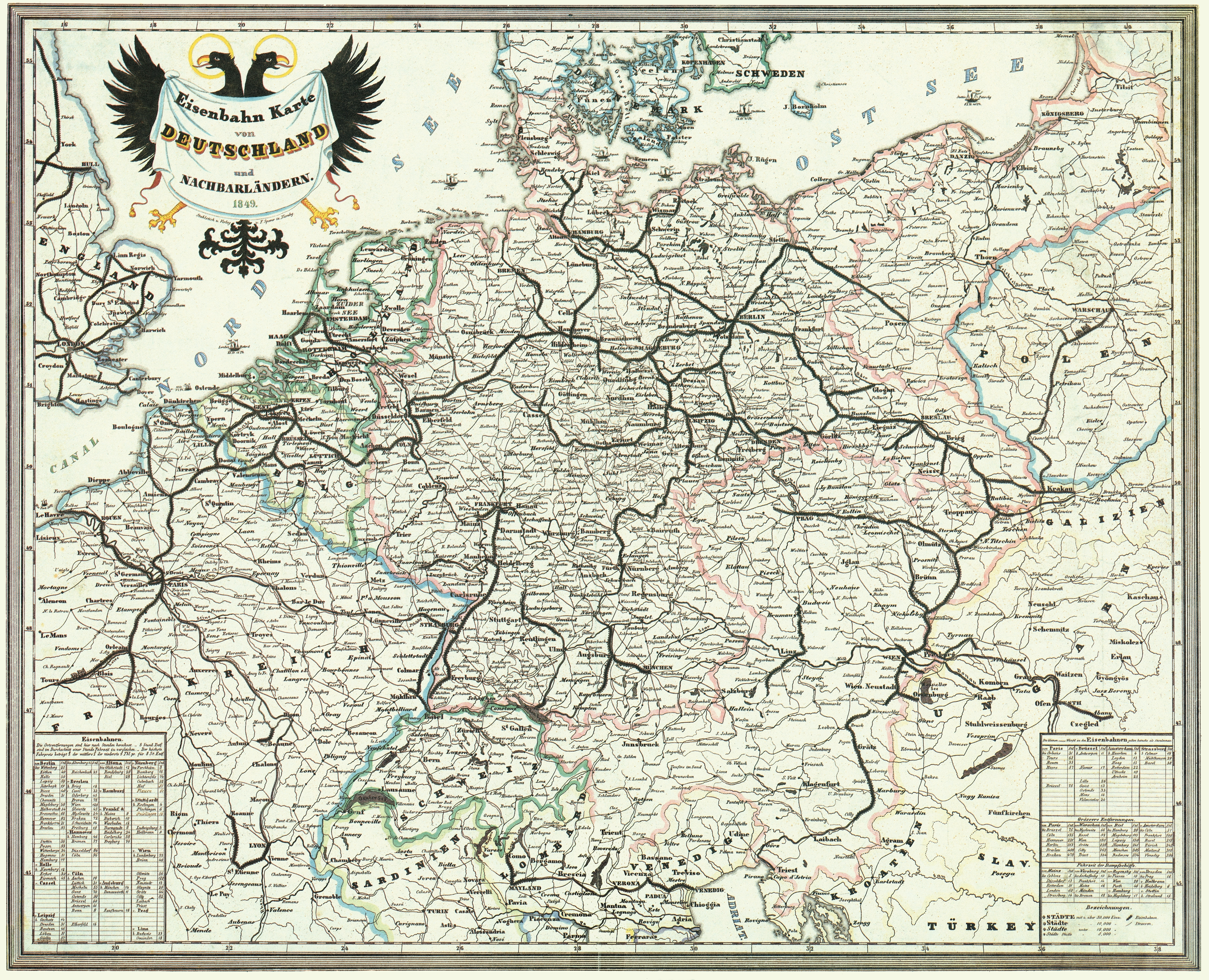
Les lignes de chemin de fer en 1849.

L'histoire des chemins de fer allemands, trouve son origine dès 1787 avec des rails en bois utilisés pour l'exploitation des mines, elle débute en 1831 avec une ligne de chemin de fer à traction animale, et en 1835 pour la traction avec une locomotive à vapeur.

## AuXIXesiècle
L'exploitation des chemins de fer en Allemagne voit le jour en 1835, dans le royaume de Bavière. Comme partout ailleurs en Europe continentale, le transport de voyageurs par chemin de fer est d'abord une attraction, mais rapidement, dans les années 1840, le potentiel commercial et économique de ce mode de transport est pris en compte par les banquiers et les États.

### Les balbutiements
D'abord attraction entre Nuremberg et Fürth, en Bavière, les premières lignes se développent dans le cadre de compagnies à patentes délivrées par les souverains. Au départ attraction pour les classes aisées, le chemin de fer, dans les États allemands comme partout ailleurs, s'affirme comme un acteur économique important, permettant le transport rapide, pour l'époque, et régulier de passagers et de marchandises d'un point à un autre du territoire.

Ainsi, les années 1840 voient les souverains des États allemands, suivant l'exemple français (loi de 1842) s'intéresser au développement des chemins de fer. Suivant ce modèle, le Zollverein, qui alors ne comprend que le Royaume de Prusse et le Grand-duché de Hesse, crée la première compagnie interétatique d'Allemagne.

La crise de 1847 oblige les États à intervenir dans le développement des chemins de fer, car elles ne trouvent plus à se financer et de nombreuses compagnies font faillite, fusionnent ou sont rachetées par les États. En effet, celle-ci se propage également dans le secteur des chemins de fer, même si ce secteur ne subit pas cette crise de plein fouet. À la suite de cette crise, il est établi que l'État a un rôle à jouer en matière de transport ferroviaire.

### Le tournant des années 1850
Dans la foulée du Printemps des Peuples, et de la fin du régime féodal, les patriotes allemands commencent à s'intéresser au développement du chemin de fer, y voyant un moyen de favoriser l'unification des pays de langue allemande.
Les réseaux des États commencent à être interconnectés de manière systématique : la question des écartements est résolue, comme dans toute l'Europe (sauf en Russie) : 1,44 mètre pour la voie normale, un mètre pour la voie étroite. Cette interconnexion favorise la pénétration économique et politique du royaume le plus riche et le plus puissant, le royaume de Prusse. Dans ces années, sont lancés les premiers plans militaires intégrant le chemin de fer.

### Les années 1860: le chemin de fer et l'unification allemande
Après la crise de 1859-1862 en Prusse, le vote de la loi sur le service militaire de trois ans a des conséquences sur le développement des chemins de fer dans toute l'Allemagne : en effet, cette loi crée un service militaire obligatoire de trois ans, ce qui permet la création d'une armée permanente de plusieurs centaines de milliers d'hommes, en période de paix, auxquels il faudra permettre de rejoindre rapidement une zone d'opérations en période de guerre.

#### Le chemin de fer, outil au service de la nouvelle armée prussienne
Dans le même temps l'état-major prussien dépêche, comme tous les états-majors européens, des observateurs aux États-Unis, alors en pleine guerre de Sécession : les officiers généraux engagés dans cette guerre sont en effet les premiers à intégrer le chemin de fer dans leur stratégie. Ainsi, forts de la réorganisation du commandement et de la pratique du Kriegspiel, Moltke, chef d'état-major prussien, met au point une nouvelle doctrine militaire, basée sur l'emploi massif du chemin de fer dans la mobilisation des troupes, leur ravitaillement et leur déplacement. Il renforce le développement des lignes de chemins de fer en direction des frontières de la Prusse et de ses alliés. 
Dès 1864 durant la guerre des Duchés, ces choix tactiques et stratégiques se révèlent payants, car les Prussiens concentrent des troupes en nombre important en dix jours à la frontière danoise. Le même scénario se répète en 1866 face à l'Autriche et à ses alliés allemands : d'abord les armées de ces derniers se font écraser avant d'avoir effectué leur jonction, puis l'armée autrichienne, qui a cependant fait sa jonction avec l'armée saxonne, se fait battre à Sadowa ce qui règle le sort de l'Autriche en Allemagne.
En 1870, face à la France, le même scénario se répète, mais amplifié par le contrôle prussien sur les réseaux des États du sud du Main : royaume de Bavière (frontalier de la France au Palatinat), grand-duché de Bade, royaume de Wurtemberg, ce qui permet à Moltke d'aligner 470 000 soldats à la frontière française en dix jours.

#### La prise en main du réseau par la Prusse
À la fin de la guerre de 1866, l'Autriche est évincée d'Allemagne et le développement du réseau s'intensifie, mais il est dorénavant pensé de manière plus systématique en fonction des besoins économiques du Zollverein et des aspirations politiques et militaires du royaume de Prusse. À cette fin sont ébauchées les premières mesures d'unification du matériel, de la signalisation et des règlements ferroviaires des États.

### Les chemins de fer du Reich whilhelmien[note 1]
Après la création du Reich en 1871, les compagnies des États fédérés subsistent, fédéralisme oblige, mais doivent se soumettre à des mesures centralisatrices en termes d'horaires, dans une certaine mesure de matériel, et d'organisation en temps de guerre : les compagnies des États fédérés sont ainsi placés sous tutelle de l'administration ferroviaire prussienne en temps de guerre.
le réseau allemand se connecte au réseau européen, à l'ouest, au sud (ce qui sert pour la pénétration économique et politique dans le sud de l'Europe...) et à l'est, malgré le différentiel d'écartement avec la Russie.
Seuls les États fédérés allemands non membres du Zollverein conservent une certaine autonomie en raison notamment de paysages spécifiques, créant des contraintes spécifiques (ex : rampes de la Forêt-Noire qui sont à la base de dénivelés importants avec de petits rayons de courbes)...) et des opportunités particulières (hydroélectricité en Bavière...), donc des besoins spécifiques : par exemple le Grand-duché de Bade développe une traction vapeur rapide de plaine, comme la BR 18; la Bavière développe une traction électrique commerciale dès les années 1890, le Royaume de Wurtemberg lance du matériel vapeur à fort potentiel de traction sur des rampes relativement importantes, comme la BR59, par exemple.

### LeBagdadbahn
Le savoir-faire industriel de l'Allemagne lui vaut d'être sollicité par l'Empire ottoman pour construire le chemin de fer Berlin-Bagdad, prolongé jusqu'à Bassora. Le chantier, commencé en 1903, n'est pas achevé lorsqu'éclate la Première Guerre mondiale où il s'avère un axe vital des Empires centraux. c'est d'ailleurs en raison de l'importance stratégique de voir réunis les tronçons de la liaison Berlin-Constantinople que l'Allemagne s'allie à la Bulgarie (octroi d'un prêt à la Bulgarie, défaite en 1913), et la fait entrer en guerre de son côté. À partir de ce moment, la rapidité de l'intervention bulgare contre la Serbie permet la réunion des réseaux des alliés méridionaux du Reich.
La sollicitation turque est motivée par une volonté de jouer des rivalités entre le Reich allemand d'une part, la France et la Grande-Bretagne, malgré d'inexpiables dissensions, d'autre part : très implantée dans l'Empire ottoman, le Reich mène une politique de pénétration économique dans celui-ci par le biais ferroviaire, avec ses techniciens, son matériel (la P8 et la G8 et G10 prussiennes), donc ses pièces détachées.
En outre, l'Allemagne (avec son allié austro-hongrois) prête massivement des capitaux au gouvernement turc pour mener la modernisation du pays, accélérée par la révolution jeune-turque du début du XXe siècle.

## La période 1914-1949: la fin des compagnies des États fédérés et la première expérience de gestion centralisée

### Durant la Première Guerre mondiale
La Première Guerre mondiale, du fait de la pénurie liée au blocus allié, est une période de tensions pour le réseau allemand, les compagnies voyant leur matériel se détériorer en raison du manque d'entretien et de la pénurie d'huile de machine qui règne dans les puissances centrales à partir de 1915. En 1916, lors de la résurrection d'un royaume de Pologne sous tutelle allemande (malgré un roi de la famille des Habsbourg), le gouvernement allemand utilise le matériel roulant de la CIWL pour créer une compagnie de wagons-lits et restaurants internationaux, la MITROPA, qui développe son activité à la faveur de la création de fait d'une zone sous influence allemande exclusive au cœur de l'Europe. Cette compagnie se crée dans un contexte de rivalités entre les deux alliés, allemand et austro-hongrois; comme il apparaît de plus en plus évident aux contemporains que l'Autriche-Hongrie a entamé avec la guerre la dernière étape de sa dissolution, les Allemands en profitent pour resserrer leur étreinte, économique et politique, sur ce pays d'abord, sur l'ensemble de la Mitteleuropa ensuite. En effet, cette compagnie opère de la Belgique à Constantinople en passant par les territoires occupés en Russie, assurant le transport des troupes des empires centraux et de leurs alliés, des hommes d'affaires et de la population dans l'ensemble des pays et territoires occupés par ces pays en Europe.
Les clauses ferroviaires des traités de paix sont dures pour l'Allemagne, qui doit céder un certain nombre de machines à la France et la Belgique et abandonner tout le matériel roulant présent sur les territoires qu'elle contrôle encore. L'ampleur des territoires concernés est d'ailleurs assez largement inférieure à celle qui résultait des conquêtes militaires allemandes de 1914 à 1918, le front Ouest ayant été le témoin d'un repli quasi constant des troupes allemandes à partir de l'été 1918 et ce jusqu'à la signature de l'armistice, à la date duquel le territoire français de 1914 encore aux mains de l'armée impériale allemande est résiduel et limité à des zones assez peu équipées en infrastructures ferroviaires. En revanche, les mêmes troupes ont, durant ce repli stratégique de trois mois (août-octobre 1918) mis en œuvre une politique systématique de destruction des infrastructures ferroviaires existantes et du matériel roulant qui ne pouvait pas être replié vers le Reich.

### L'entre deux-guerres: 1920-1935
À la suite de la Première Guerre mondiale, les compagnies des États allemands fédérés fusionnent, et en 1924 est créée la Deutsche Reichsbahn, qui dans la foulée, crée la compagnie allemande des voitures lits et restaurants (Deutsche Schlaf - u - Speisewagen Gesellschaft (de), DSG). La Reichsbahn est une administration et non une société, et les cheminots sont des agents de l'État. Cependant, du fait des spécificités des États fédérés, sont conservés des directions régionales qui possèdent une forte autonomie interne, notamment de développement de matériel roulant adapté aux contraintes des territoires placés sous leur responsabilité : c'est ainsi que la Bavière, alors en pointe dans le domaine hydroélectrique, fait développer la traction électrique et électrifier son réseau (le réseau de l'Allemagne du Nord n'est complètement électrifié qu'après la Seconde Guerre mondiale).
Durant les années 1920, l'effort d'unification du matériel, démarré dès avant la guerre, est poursuivi. En 1927, le trafic ferroviaire est réorganisé, avec la distinction entre Schnellzüge (trains rapides, notés S1234, par exemple), Eilzüge (trains express, notés E1234, par exemple), alors que sont mises en service les premières voitures unifiées (Bauart 28 et 35). Dans le même temps sont mises en service des machines à vapeur unifiées, avec un certain nombre de caractéristiques communes, comme les BR 24, 65 et 01 pour le trafic voyageur, la BR 44 pour le trafic marchandises.
En 1927, une conférence européenne des horaires crée des trains de luxe internationaux. L'un d'entre eux, le Rheingold, est confié à la Mitropa qui fournit le personnel et à la Reichsbahn qui fournit le matériel. Ce train, qui relie Bâle à Rotterdam le long de la rive droite du Rhin, est en service jusqu'en 1940, puis de 1949 à 1987.

### La Deutsche Reichsbahn Gesellschaft, DRG (1935-1949)

#### La Reichsbahn dans la paix: 1935-1939
L'arrivée au pouvoir des nazis ne remet pas en cause, dans un premier temps, cette organisation. Cependant, dès 1934, la Reichsbahn perd son statut d'administration et devient la DRG, société à capitaux publics. De plus, le logo change : rond, avec l'aigle allemand, avec la mention Deutsche Reichsbahn, il ne porte plus que la mention DR en capitales d'imprimerie et intègre l'aigle nazi. De nouvelles machines de prestige sont mises en service, certains machines existantes sont modifiées : la E 18, électrique, la BR 01, qui se voit dotée d'un tender fuel et d'un carénage, la BR 05 pour le trafic voyageurs, la E 94, électrique, la BR 45 pour le trafic marchandises.
En 1935, le rattachement de la Sarre à l'Allemagne étend les compétences territoriales de la compagnie à ce territoire (une compagnie spécifique, rattachée au chemin de fer de l'État, y opérait auparavant). Les annexions de 1938, Autriche puis Sudètes, mettent à disposition de la Reichsbahn du matériel autrichien et tchèque, celles de 1939 font revenir à la compagnie du matériel prussien perdu en 1918.
Dans le même temps, les plans de mobilisation allemande, tant vers l'Est que vers l'Ouest, laissent à la Reichsbahn un rôle important dans le transport des troupes, du matériel de guerre et des approvisionnements. Le Blitzkrieg ayant remis en cause le rôle de l'artillerie sur rail, train blindé ou canon lourd monté sur essieux ferroviaires, ce secteur de l'armement est moins développé que durant la préparation de la Première Guerre mondiale.

#### Un acteur important de la Seconde Guerre mondiale (1939-1945)

##### La Reichsbahn sollicitée par la Wehrmacht
Dès le 1er septembre 1939, la Reichsbahn participe à la guerre, tout d'abord par les transports de troupes. En effet, la Wehrmacht sollicite la compagnie ferroviaire allemande pour le transport de troupes et de matériel d'un bout à l'autre de l'Europe occupée par l'Allemagne.
Elle met en outre en service du matériel de traction spécifique pour répondre aux besoins des différentes branches de l'armée allemande : pour la Kriegsmarine sont mis en service des locotracteurs V20 et V45, utilisés dans les bases navales en Allemagne. Pour le transport des canons lourds, Karl ou Leopold, par exemple, sont mis en service  les deux machines diesel V188 001a et V188 001b. La traction diesel a été privilégiée en raison du plus grand rayon d'action des machines (par rapport aux machines à vapeur).
À partir de 1941, la Wehrmacht déploie de manière plus systématique des canons sur rails : ces canons sont dotés de longs fûts et tirent des obus de très gros calibre (entre 350 et 420 mm). ils sont surtout déployés sur le front de l'Est (le canon Karl bombarde Sébastopol, en prélude à la prise de la ville en 1942, et Varsovie insurgée en 1944). ils sont montés sur wagon affût, et le canon est tracté avec un train, dans lequel se pressent des servants et s'entassent des munitions adaptées. Le matériel roulant (voiture-lits pour les artilleurs, wagons couverts ou non et engin de traction) est loué par la Reichsbahn à la Wehrmacht. De même, à partir de 1943, la Luftwaffe met en place un certain nombre de trains équipés de batterie de DCA, mobile, qui démontrent leur efficacité à partir de fin 1944, par le savoir-faire des servants et la mobilité qui caractérise ces trains.

##### La Reichsbahn au quotidien dans la guerre
Avec les annexions de territoires polonais, du matériel, souvent d'origine prussienne ou russe, est incorporé au matériel de la Compagnie, qui opère également dans le Gouvernement général. Au fil des annexions et occupations, la Reichsbahn hérite de matériel des compagnies luxembourgeoises, néerlandaises, belges, françaises, yougoslaves et soviétiques présent dans les régions annexées et occupées. De plus, du fait des accords commerciaux avec les pays occupés, quel que soit le statut politique auquel ces derniers sont soumis, la Reichsbahn dispose de nombreuses facilités financières pour se procurer du matériel: ainsi, la compagnie achète, en réalité se fait livrer, entre 1940 et 1944, 1086 locomotives et 22120 wagons de marchandises; ce matériel est payé rubis sur l'ongle, via le clearing abreuvé par les frais d'occupation dues par la Belgique au Reich. Les "achats" en question relèvent donc de mesures confiscatoires puisqu'ils sont financés par les "indemnités" d'occupation, c'est-à-dire en vertu d'un tribut financier imposé aux pays vaincus par le troisième Reich, et non au terme de négociations menées par des parties libres de leur consentement. De plus, les troupes d'occupations procèdent également à des réquisitions pures et simples, en particulier par le démontage de voies sur des itinéraires jugés non-stratégiques par l'OKW. Malgré les réclamations des administrations locales concernées, aucune suite n'est donnée à ces opérations de confiscation malgré la communication qui en est faite aux services des commissions d'armistices concernées.
Mais la guerre n'est pas uniquement source de profits pour la Reichsbahn, elle est également, à partir de 1942, source de pertes économiques et de désorganisation, de plus en plus accentuée au fil du conflit. Ainsi, comme l'ensemble de l'économie allemande, la Reichsbahn subit de nombreux dommages :
1. sur son réseau d'abord : certaines gares de triage sont bombardées de manière systématique à partir de 1942, de manière à désorganiser le trafic (plus de matériel, plus de transport possible), causant une baisse de 50 % du trafic entre juin et décembre 1944[3]; mais l'impact sur les installations ferroviaires doit être nuancé par la présence d'installation de Flak légère, dans l'ensemble des gares de triages, participant à une défense efficace du ciel du Reich à la fin 1944[4].
2. les gares sont aussi touchées, et certaines tombent en ruine. Des solutions provisoires sont mises en place.
3. sur le matériel roulant : la compagnie doit rapidement faire face à une pénurie de voitures voyageurs, et décide d'adapter des wagons couverts au transport de voyageurs : ameublement sommaire, fenêtres découpées à la scie, vitres fixes. cette pénurie se fait sentir jusque dans les années 1970 dans l'ensemble de l'Allemagne. Pour pallier cette situation en ce qui concerne le matériel de traction sont mises en service des machines plus économiques, les BR 50. en 1942 une version plus économique à tous points de vue (fabrication, roulement, en charbon et en eau), la BR 52, dotée d'un tender à baquet, est mise en service; cette machine assure une partie du service marchandises dans toute l'Europe occupée, puis libérée, jusque dans les années 1990 (en Pologne). Il est à noter qu'une version de ce tender nécessitant moins de main d'œuvre pour sa fabrication est mise en service en 1943. Ainsi, en février 1945, la Reichsbahn dispose de 28 000 wagons utilisables, sur 136 000 six mois plus tôt[5].
4. sur le personnel : un certain nombre de cheminots sont appelés sous les drapeaux dès 1939 et sont renvoyés à leur tâche dès les premiers problèmes connus, mais l'érosion des troupes oblige à les rappeler, mais ils sont exemptés de la levée du Volkssturm, sauf lors de la prise de leur ville s'ils sont à l'Est.

##### La Deutsche Reichsbahn et l'invasion des territoires soviétiques[6]
Le plan "Otto", signé en octobre 1940, prévoyait la participation de la Reichsbahn à la future invasion de l'URSS. 30 000 employés allemands et polonais, avec un énorme matériel roulant et fixes, se préparent à rétablir le réseau dans les territoires conquis. Lors de l'opération Barbarossa, la Reichsbahn se trouve confrontée à un défi sans précédent : assurer le ravitaillement d'une armée de plusieurs millions d'hommes avançant en quelques mois de 600 à 800 kilomètres, avec des moyens automobiles très insuffisants, sur un réseau en grande partie détruit et dont les voies avaient un écartement (1 528 mm) plus large que le standard occidental (1 435 mm). Ce n'est que dans les pays baltes, occupés par les Soviétiques depuis 1940, que les voies secondaires étaient encore à l'écartement occidental.
La politique de terre brûlée pratiquée à l'Est, aussi bien par les Soviétiques lors de leur retraite de 1941-1942 que par les Allemands pendant leur reflux de 1943-1945, touche également le domaine ferroviaire :
1. tout ce qui ne peut être évacué lors de la retraite est systématiquement saboté.
2. des charrues sont mises au point pour briser les traverses des voies après le passage du dernier train lors de la retraite.
3. les gares et les stations de métro ont été des lieux de combats acharnés entre les troupes allemandes et l'Armée rouge, jusque dans Berlin.

Malgré ces destructions, la Reichsbahn parvient à saisir une partie du matériel roulant (30 locomotives en Estonie, 187 en Lettonie, etc.) et à les convertir à l'écartement occidental. La remise en état est rapide: par exemple, les ponts de Kaunas, Riga et Petseri, détruits dans les premiers jours de la guerre, sont rétablis entre le 12 et le 24 juillet 1941. Le nombre de wagons en circulation passe de 84 000 en janvier 1942 à 203 000 en décembre, sur un réseau en territoire occupé qui atteint 35 000 km au 1er janvier 1943. Ce réseau ne tarde cependant pas à se dégrader à cause de réparations hâtives et de la mauvaise qualité du matériel de prise, notamment du charbon. Les mines de manganèse de Nikopol et de charbon du Donbass n'ayant jamais retrouvé un rendement satisfaisant sous l'occupation allemande, la conquête des territoires soviétiques constitue en fait une lourde charge pour l'économie du Reich.
Les attaques des partisans soviétiques deviennent un problème majeur à partir de 1943 : en juin, on compte 840 attaques contre les voies ferrées pour le seul secteur HGR. Mitte (Biélorussie), obligeant la Wehrmacht et ses satellites de l'Axe à affecter des forces de plus en plus nombreuses à la surveillance des lignes.

##### La Deutsche Reichsbahn dans la Shoah
La Reichsbahn joue un rôle actif dans l'appareil de répression nazie, en mettant du matériel ferroviaire à la disposition de la SS et de l'armée, mais aussi en organisant de façon méthodique la déportation par rail des Juifs de toute l'Europe.
Dès 1933, la Reichsbahn a mis à la disposition des polices allemandes des voitures pour acheminer les prisonniers vers les camps de concentration.
Le 18 septembre 1941, des mesures vexatoires sont prises par un décret du ministre des transports: les voitures lits et les voitures restaurants sont interdites aux Juifs dans le Reich; de plus ces derniers ne peuvent voyager que dans la dernière classe (la plus modeste) des trains de voyageurs, en dehors des périodes de pointe et, en cas d'affluence, ne peuvent utiliser les sièges uniquement si tous les autres passagers sont assis.

Mais l'aide de la Reichsbahn ne se cantonne pas à des mesures vexatoires.
Lorsqu'en 1942 est acté le principe de l'élimination des Juifs d'Europe par gaz, la Reichsbahn se trouve sollicitée par la SS, chargée de l'opération, pour l'acheminement de ces populations vers les lieux d'extermination, la solution des camions à gaz ne se révélant pas efficace à grande échelle. Des négociations s'engagent, butent sur le prix du transport de chaque déporté, fixé à 4 Reichsmark, puis les choses se mettent en place sous la houlette d'Adolf Eichmann, un membre de l'État-major SS, second de Himmler, puis à partir du moment où un montant est fixé, la traversée de plusieurs zones monétaires (Francs français, par exemple, Reichsmark et Zloty) pose de nombreux problèmes de facturation pour ces voyages.
Pour répondre à ces sollicitations, une fois le prix fixé, la Reichsbahn organise des trains spéciaux, souvent des Russenzüge, au départ de Brest-Litovsk, à destination de villes de la vallée du Rhin: assemblage hétéroclite de voitures et de wagons, mises à disposition par les services des gares de la Ruhr ou de la vallée de Rhin, ces trains transportent dans un sens, vers l'Ouest des travailleurs de l'Est, et dans l'autre sens, vers l'Est, des Juifs déportés vers la Pologne; les horaires de départ de ce train sont fixés en fonction des arrivées, dans les gares qu'il dessert, de trains venus de petites villes et comptant un certain nombre de voitures pleines de Juifs allemands. À partir du milieu de l'année 1942, les SS s'alarment de la disponibilité du matériel ferroviaire: Himmler s'en ouvre au secrétaire d'État responsable des transports Theodor Ganzenmüller qui, à l'été 1942, répond positivement aux demandes de la SS.
La mise en place de ces trains spéciaux ne reste pas moins problématique : relégués dans les créneaux laissés libre par la circulation normale des convois ordinaires, ces trains sont équipés de matériel moteur dépassé, ce qui explique les nombreuses pannes et la lenteur de déplacement; non prioritaires, ils doivent laisser la voie libre pour les trains de marchandises directs et aux trains de voyageurs. l'ensemble de ces problèmes logistiques sont partiellement résolus lors d'une conférence à laquelle ont participé Eichmann, ses subordonnés et des fonctionnaires du ministère des transports.
En effet, à partir du moment où on décide de déporter une population importante, comme la population juive d'Europe, dans des camps de concentration et d'extermination, il est nécessaire pour les acteurs de cette politique de :
1. les compter
2. les recenser (fichier juif)
3. les transporter d'un lieu à l'autre : C'est dans cette dimension que la Reichsbahn intervient, car c'est une entreprise de transport. C'est en effet appuyé sur cette spécificité qu'Eichmann organise les horaires des trains de déportés à partir de 1942, et la rend de plus en plus efficace en 1942 (déportation des Juifs d'Europe occidentale), 1943 (liquidation des ghettos de Pologne), 1944 (déportation des Juifs de Hongrie).

#### L'occupation alliée (1945-1949)
Les accords qui régissent l'occupation quadripartite de l'Allemagne nationalisent la Deutsche Reischsbahn de fait; elle est gérée selon les zones d'occupation par les puissances occupantes, qui s'approprient le matériel roulant : les Français, les Belges et les Italiens se servent en matériel et fournitures, notamment lors du rapatriement des prisonniers de guerre, et lors de la livraison de productions allemandes, lorsqu'ils "oublient" de rendre le matériel roulant à la Reichsbahn et les Soviétiques n'agissent pas autrement lorsque le matériel dont ils disposent n'est pas trop endommagé. Une attitude qui avait été de mise dans les territoires occupés par la Wehrmacht, avec la confiscation ponctuelles de matériels roulant, d'outillages, et le démontage et la récupération de rails sur des itinéraires considérés comme non stratégiques par l'OKW (état-major des forces armées) pour l'effort de guerre. 
Le matériel d'avant guerre continue à être utilisé, parfois dans des compositions cocasses et des conditions précaires (wagons tombereaux utilisés comme 3e classe). Un certain nombre de voitures voyageurs ayant été détruites, les plates formes sont récupérées et réaménagées dans l'urgence.

## Deux compagnies pour deux États (1949-1994)

### La Deutsche Reichsbahn (1949-1994)

#### Des débuts chaotiques
Dès la création de la RDA, la Reichsbahn de la zone d'occupation soviétique devient la compagnie ferroviaire de la RDA, et en vertu d'accords avec les zones occidentales de Berlin, la DR devient aussi la compagnie gestionnaire du métro de Berlin Ouest.
La DR a à souffrir de la pénurie de matériel qui frappe l'Allemagne après la Seconde Guerre mondiale; Comme toutes les autres compagnies, il y remédie en prolongeant la vie du matériel existant. Rapidement, ce choix s'avère problématique ; le programme de reconstruction des locomotives vapeur est alors lancé, les Rekoloks, qui concernent les séries 01, 03, 41, 44, 50-52, 56, 57, 95. Les machines sont modernisées tenant compte des progrès de la traction vapeur : chauffage au fuel, système de condensation... Ces machines sont en service jusqu'au milieu des années 1980.

#### Une modernisation basée sur la traction diesel
À côté de ces programmes est lancée, comme dans l'ensemble des pays du COMECON, une politique de développement de la traction diesel à partir de la fin des années 1950 : le Tambour de la Taïga est mis en service en 1964, machine diesel, montée en Sibérie très fiable, nécessitant peu de maintenance, mais sans silencieux, d'où le nom. Puis au début des années 1970 est mise en service la Ludmilla, la BR132, selon la numérotation en vigueur en RDA.
Dans le même temps sont mises en service des voitures voyageurs de reconstruction multiservices, qui sont utilisées dans l'ensemble de la RDA, peu confortables, mais fiables.

#### La traction vapeur en RDA
À la différence de ce qui se passe en RFA, la RDA doit faire face à un manque d'ingénieurs ferroviaires qualifiés, ceux-ci craignant d'avoir des comptes à rendre sur leurs engagements passés. En outre, la Reichsbahn a dû faire face aux prélèvement soviétiques dès 1945 et à la politique de terre brûlée pratiquée même après le passage de l'Oder en avril 1945 par l'Armée rouge.
Ainsi, il a été nécessaire de maintenir plus longtemps qu'en RFA la traction vapeur, que les autorités ont modernisée dans les années 1960, suivant les mêmes procédures qu'en Allemagne occidentale (quelques nouvelles machines, rénovations de séries anciennes...). Sont ainsi lancées les séries 83.10 et 65.10 (disposition des essieux 142), 23.10 et 50.40, sont modernisées les séries 01, qui devient la 01.5, 03, 41, 44, 50, 52, 58 et 95 (utilisée dans le Saalfeld); ces machines forment l'épine dorsale de la DR jusqu'à la fin des années 1970. Toutes ces machines modernisées en service voyageurs sont progressivement déclassées des Schnellzüge au Eilzüge, voire aux lignes secondaires à fort trafic.
La traction vapeur est définitivement abandonnée en 1986. Mais la RDA maintient un certain nombre de machines de prestige, qui sont recyclées dans les musées et les associations de passionnés.

#### La compagnie des nouveaux länder
Après la réunification, la Reichsbahn devient la compagnie des nouveaux Länder de l'Est de l'Allemagne. Cette période transitoire est destinée à préparer la fusion avec la DB. En 1994, la loi sur la Bundesbahn, en vigueur en RFA depuis 1949, est abrogée et une nouvelle société est créée, la Deutsche Bahn AG, compagnie de raison sociale privée par action, mais à capitaux publics.

### La Deutsche Bundesbahn (1949-1994)

#### La création et les premières années (1949-1956)
À la suite de la création de la RFA en mai 1949, est créée la Deutsche Bundesbahn (chemins de fer fédéraux allemands) avec le vote de la loi sur la Bundesbahn (Bundesbahngesetz). Cette société est une entreprise publique de transport ferroviaire en RFA.
La société hérite du matériel d'avant guerre, décrit plus haut, et doit donc faire face à la pénurie de matériel roulant. Pour y faire face, elle met en place des programmes de modernisation du matériel existant et de construction d'un nouveau parc roulant.

##### La modernisation des matériels existants
Dès le début des années 1950, un certain nombre de voitures voyageurs, à essieux et à bogies, réduites à l'état de plates-formes, sont mises en construction, ce sont les voitures de reconstruction, qui sont en service jusqu'en 1994.

##### La mise en service d'un nouveau matériel
Parallèlement à la gestion de cette urgence, du nouveau matériel est commandé et livré.
Ce matériel roulant est doté de caractéristiques communes (longueur des voitures, boudins de passage d'une voiture à l'autre).
Le matériel de traction connaît aussi une modernisation rapide :
- la traction vapeur : sont livrées les séries 10, deux machines de prestige de la Bundesbahn destinée à remplacer la série 01, 23 (destinée à remplacer la P8, BR38, prussienne) et 65 (destinée à remplacer la série 78) ;
- la traction électrique : sont livrées les séries E10, E40, E41, E50, conséquence de l'électrification accélérée lors de la reconstruction ;
- la traction diesel avec la livraison des séries V60, V80, V100, V200, symbole de la reconstruction allemande, et V300.

##### L'organisation des transports en Allemagne de l'Ouest
Ce nouveau matériel permet de reprendre l'organisation héritée d'avant la guerre dans de meilleures conditions, de la pérenniser et de la rendre plus efficace : le principe des Eilzüge et des Schnellzüge est repris. Dès 1951, le Rheingold reprend du service sur la ligne Bâle-Rotterdam.

#### La période 1956-1977

##### De 1956 à 1968, changement dans la continuité
1956 marque un tournant dans les chemins de fer ouest-allemands : la DB est réorganisée. Symbole de cette réorganisation l'apparition du logo de la DB qui perdure jusqu'en 1994, et la suppression de la 3e classe, ce qui entraîne nombre de réaffectations de voitures voyageurs. En 1962 sont mises en service les nouvelles rames Rheingold, avec des voitures de 26,40 m de long et des voitures panoramiques.
La machine à vapeur emblématique de la Reichsbahn des années 1930, la BR 03, est retirée en 1966. un certain nombre de machines à vapeur (01, 41, 44) sont équipées de brûleurs fuel, ce qui permet d'améliorer leurs performances.

##### De 1968 à 1977: de la nouvelle numérotation à la fin de la traction vapeur
En 1968 est mis en vigueur un mode de gestion informatique du matériel roulant, qui se voit doté d'un numéro à la nomenclature unique.
En 1975, le service voyageurs régulier cesse d'être assuré par la traction vapeur. À partir de ce moment, les machines à vapeur restantes (BR 042, 043, 044 et 050-053) n'assurent plus que du trafic marchandises, un certain nombre de ces machines étant cantonnées dans la Ruhr. Elles sont retirées progressivement entre l'automne 1975 et l'automne 1977. Durant cette période, la Bundesbahn organise des liaisons exceptionnelles voyageurs à traction vapeur. Le 26 octobre 1977, la dernière BR 043 (BR 44 à chauffage fuel) est retirée du service.

#### La période 1977-1990: des chemins de fer de plus en plus modernes
Avec la disparition de la traction vapeur en RFA, la modernisation se poursuit, la pénurie de matériel se faisant de moins en moins sentir, et les voitures d'avant guerre vivent leurs dernières années de service : dans les trains rapides au milieu des années 1970, elles se retrouvent dans les Eilzüge au début des années 1980, puis sont retirées au milieu des années 1980 au plus tard.

#### La période 1990-1994: l'absorption de la Reichsbahn
À la suite de la réunification allemande, toute la politique ferroviaire allemande a visé à réunir les deux compagnies ferroviaires au sein de la DB.

### Les rapports entre les deux compagnies
Le réseau allemand n'a pas été conçu au départ en fonction de la frontière entre la RFA et RDA; en effet, jusqu'en 1949, il n'y avait pas de discontinuité dans le réseau le long de la frontière inter-allemande. Donc, il a fallu mettre en place un modus vivendi entre les deux compagnies des deux États allemands, surtout que le matériel était pour une large part le même jusqu'à la fin des années 1950. les deux compagnies ont donc mis en place des liaisons interzones.

#### La période 1961-1989
La période 1961-1989, marquée par la présence du Mur de Berlin, par la mise en place d'un contrôle strict aux frontières inter-allemandes, constitue le règne des trains interzones, suivant la terminologie héritée de la période 1945-1949. Ces trains étaient cogérés par les deux compagnies conjointement, les contrôles aux frontières étaient de même nature que pour les autres déplacements internationaux. En général, les voitures-restaurants appartenaient à la Mitropa, ce qui permettait à la RDA de récupérer des devises (les paiements se faisaient indifféremment en DM ou en ostmark), les autres voitures étaient plutôt des voitures de la DB, plus confortables après la mise en service des voitures de 26,4 m. Ces trains rapides se déplaçaient sur des itinéraires fixés par des accords entre les deux compagnies; les liaisons ferroviaires de la RFA avec Berlin-Ouest rentraient aussi dans ce cadre.
En outre, avec la construction du rideau de fer, un certain nombre de gares de petite importante se retrouvent en fin de parcours, les installations du rideau de fer étant placées à quelques km. Ces gares sont alors transformées en gare cul-de-sac.

## Libéralisation: autour de l'an 2000
À partir de 1994, les deux compagnies DB et DR fusionnent et deviennent la Deutsche Bahn, société de transport ferroviaire à capitaux publics.
Environ 400 entreprises de transport ferré sont créées entre 1994 et 2018. En 2018, la Deutsche Bahn conserve la maîtrise du réseau ferré tandis que son plus gros concurrent, le français Transdev, revendique 7 % du marché.